# Station Issoudun
Station Issoudun is een spoorwegstation in de Franse gemeente Issoudun.